# Guangzhou International Finance Center
Guangzhou International Finance Center (chiń. upr. 广州国际金融中心; chiń. trad. 廣州國際金融中心; pinyin Guǎngzhōu Guójì Jīnróng Zhōngxīn) - wieżowiec w Kantonie, w Chinach. Ma 103 piętra i 440,2 metrów wysokości, co czyni go najwyższym wieżowcem w Kantonie.